# Gianluca Rocchi
Gianluca Rocchi (Florencia, 25 de agosto de 1973) es un exárbitro italiano de la Asociación Italiana de Árbitros.

## Trayectoria
Comenzó en el año 2000 arbitrando 38 partidos en tres temporadas en la Serie C. Luego fue ascendido a la serie superior, haciendo su debut en el partido Lecce-Reggina (16 de mayo de 2004). En 2010, cuando el Comité de Árbitros Nacional de la Serie A y Serie B se dividió, se le asignó a la Comisión de la Serie A.
Hizo su debut internacional el 26 de mayo de 2008, con un partido amistoso entre Países Bajos y Grecia (sub-19). Fue llamado más tarde para los partidos de las Copas de Europa (la primera Copa de la UEFA en 2008/2009, y luego Champions League en 2010/2011).
Arbitró tres partidos de la UEFA Euro 2012 Clasificación y más tarde fue llamado como árbitro en el Torneo de Fútbol Masculino en los Juegos Olímpicos de Verano de 2012.
Fue el árbitro designado para la final de la Supercopa de Europa 2017 que enfrentó al Real Madrid C. F. y el Manchester United F. C..

## Copa Mundial de la FIFA
| Copa Mundial de Fútbol de 2018 – Rusia | Copa Mundial de Fútbol de 2018 – Rusia | Copa Mundial de Fútbol de 2018 – Rusia | Copa Mundial de Fútbol de 2018 – Rusia | Copa Mundial de Fútbol de 2018 – Rusia | Copa Mundial de Fútbol de 2018 – Rusia   | Copa Mundial de Fútbol de 2018 – Rusia | Copa Mundial de Fútbol de 2018 – Rusia |
| Fecha                                  | Partido                                | Sede                                   | Fase                                   | Amonestado                             | Otorgado · Otorgado otra vez · Expulsado | Expulsado                              | Anotado · Penal                        |
| -------------------------------------- | -------------------------------------- | -------------------------------------- | -------------------------------------- | -------------------------------------- | ---------------------------------------- | -------------------------------------- | -------------------------------------- |
| 15 de junio de 2018                    | Portugal 3 – 3 España                  | Moscú                                  | Fase de grupos                         | 2                                      | 0                                        | 3                                      | 1                                      |
| 24 de junio de 2018                    | Japón 2 – 2 Senegal                    | Ekaterinburg                           | Fase de grupos                         | 5                                      | 0                                        | 0                                      | 0                                      |
| 2 de julio de 2018                     | Brasil 2 – 0 México                    | Samara                                 | Octavos de final                       | 6                                      | 0                                        | 0                                      | 0                                      |